# フランシス・ハ
『フランシス・ハ』（Frances Ha）は、ノア・バームバック監督による2012年のアメリカ合衆国の映画。

## あらすじ
ニューヨークに暮らすフランシス（グレタ・ガーウィグ）は、プロのダンサーを目指している。彼女と同居していた親友のソフィー（ミッキー・サムナー）は、パッチ（パトリック・ヒューシンガー）との婚約を機に、フランシスを置いて引っ越して行く。残されたフランシスは、故郷のサクラメントで両親と過ごすクリスマス、パリへの短期旅行を経て、ニューヨークに戻ってくる。自分の人生と向き合った彼女は、振付師として、人生の新たな一歩を踏み出す。

## キャスト
- グレタ・ガーウィグ
- ミッキー・サムナー
- アダム・ドライバー
- マイケル・ゼゲン
- パトリック・ヒューシンガー
- マヤ・カザン
- ジュリエット・ライランス

## 公開
2012年9月1日、テルライド映画祭でプレミア上映された。

## 評価
グレタ・ガーウィグは本作で第71回ゴールデングローブ賞ミュージカル・コメディ部門の主演女優賞にノミネートされた。